# Crimini di guerra jugoslavi
I crimini di guerra jugoslavi sono stati quegli atti contrari ai trattati e alla giurisprudenza di guerra, nazionale o internazionale, e considerati crimini di guerra commessi dalle forze armate o paramilitari jugoslave. Questi atti si compirono sin dalla costituzione del primo regno unitario, il Regno dei Serbi, dei Croati e degli Sloveni evolutosi poi in Regno di Jugoslavia, e comprendendo gli atti compiuti dall'Esercito popolare di liberazione della Jugoslavia, durante la seconda guerra mondiale, senza soluzione di continuità con la successiva Jugoslovenska narodna armija, che venne sciolta il 20 maggio 1992; questa eredità fu raccolta dalle forze armate della nuova Federazione Jugoslava a cui vanno aggiunti gli atti compiuti da formazioni paramilitari, o regolari, di repubbliche autonome autoproclamatesi ed esistenti nel territorio della ora disciolta Federazione, come ad esempio la Repubblica Serba di Bosnia ed Erzegovina.

## Seconda guerra mondiale

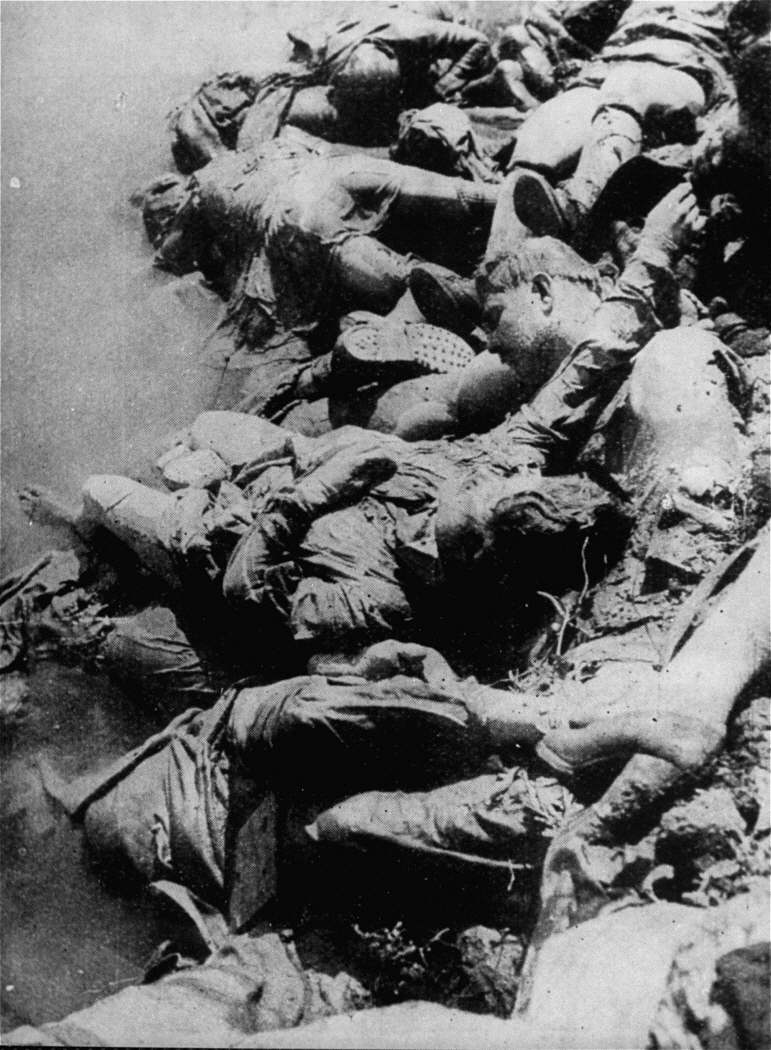
Lo Stato Indipendente di Croazia condusse una campagna sistematica di omicidi di massa verso le minoranze. Questa foto del maggio 1945 mostra i corpi gettati senza sepoltura dentro il fiume Sava vicino Sisak.

Durante il conflitto, lo Stato Indipendente di Croazia perseguitò la popolazione serba sotto il suo territorio di competenza.
Verso la fine della seconda guerra mondiale venne perpetrato il massacro di Bleiburg, nel quale venne perpetrata una esecuzione di massa ad opera di partigiani jugoslavi nei confronti dei fuggiaschi appartenenti alle sconfitte forze armate e paramilitari della Croazia, alleata con la Germania nazista, e di un numero di alcune centinaia di civili ai quali non era stato permesso di passare il confine con l'Austria dalle forze di occupazione britanniche; nella memoria collettiva croata ancora oggi la vicenda è nota come "Križni put" ("Via Crucis" in croato) o "marševi smrti" ("la marcia della morte" in croato). Ulteriori crimini vennero commessi dalla polizia segreta OZNA dal maggio al luglio 1945 sui prigionieri che avevano servito in formazioni armate avversarie, o di tedeschi, italiani e sloveni sospettati di collaborazionismo ed anti comunismo, come per esempio il massacro di Bačka e di Kočevski rog o le deportazioni di Gorizia.
Un episodio particolarmente cruento fu la strage di Vergarolla, nella quale la responsabilità non fu mai precisamente accertata ma che diverse fonti occidentali attribuiscono ad agenti jugoslavi dall'OZNA (il servizio segreto jugoslavo). Nell'informativa - datata 19 dicembre 1946 e intitolata "Sabotage in Pola" - si indica anche il nome di Giuseppe Kovacich come agente dell'OZNA, nonché uno degli esecutori materiali dell'attentato stesso. Altri ancora sono l'eccidio di Malga Bala, la foiba di Basovizza e l'omicidio di Francesco Giovanni Bonifacio, un presbitero ucciso da quattro guardie popolari
l'11 settembre 1946 e poi infoibato.

## Guerra in Jugoslavia

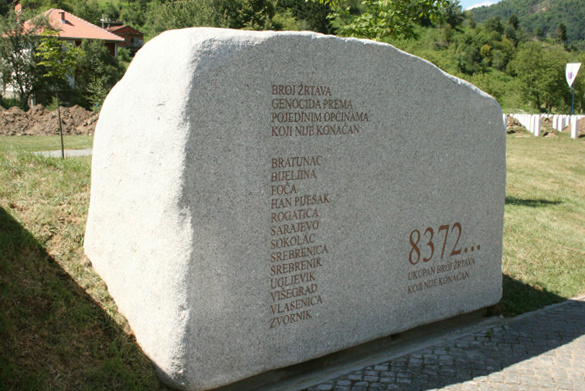
Memoriale del genocidio di Srebrenica a Potočari

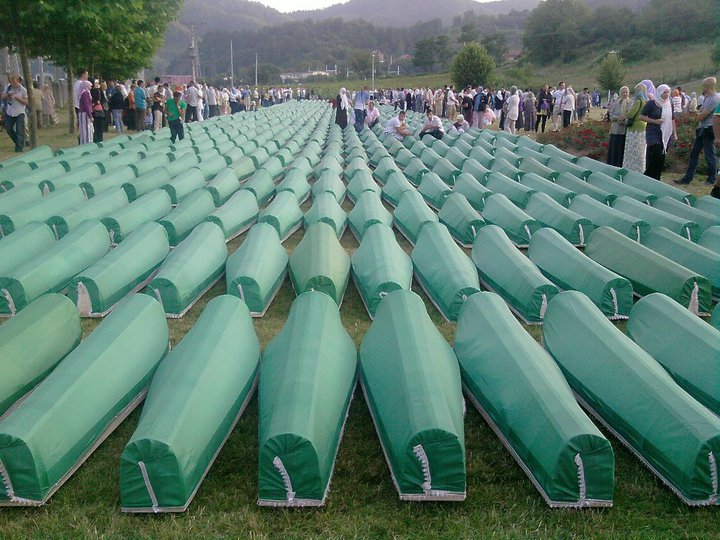
Sepoltura di 775 vittime identificate nel 2010 a Srebrenica

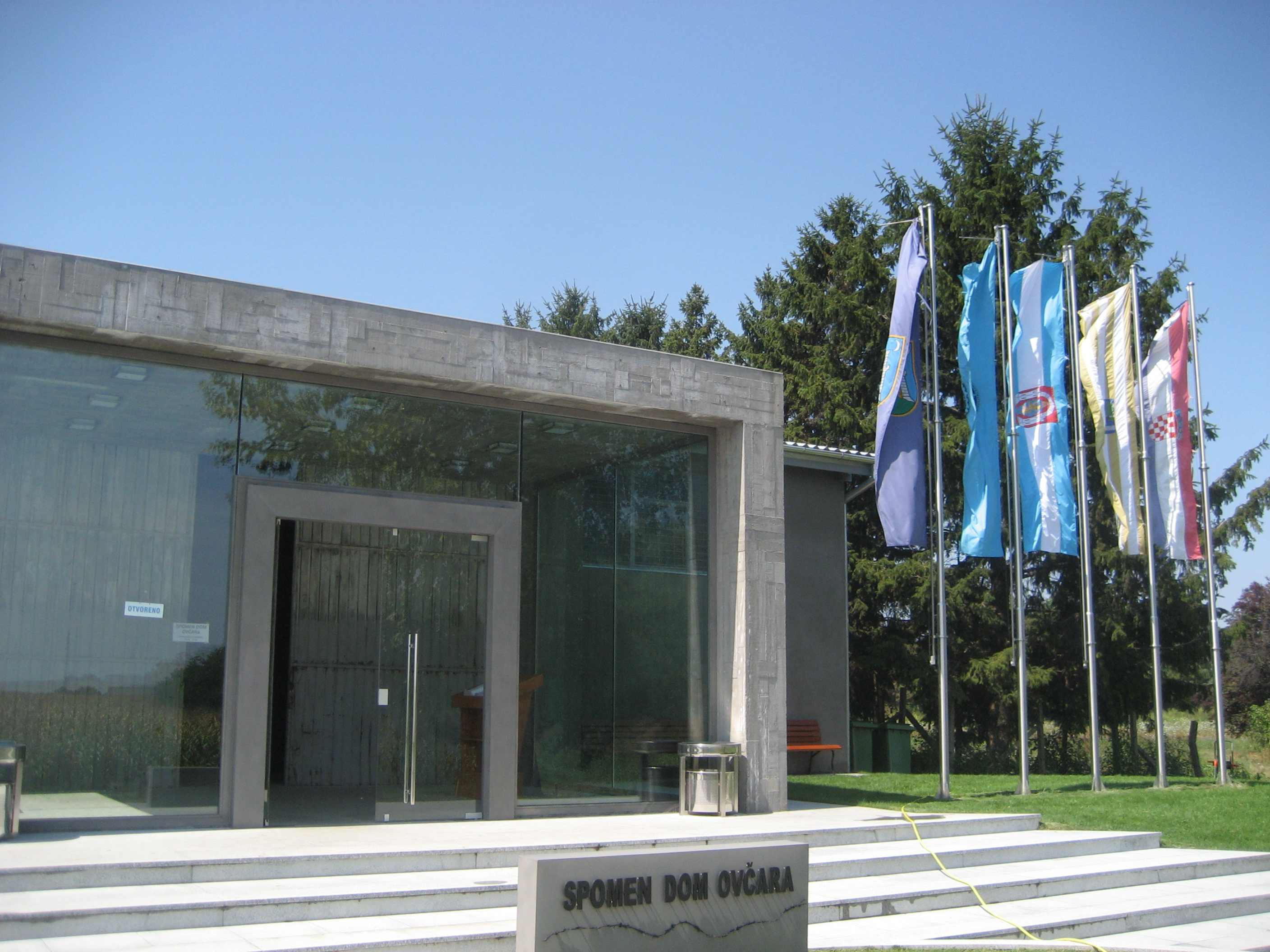
Memoriale di Ovčara per i 200 morti croati massacrati dai serbi scoperti nei pressi di Vukovar

Tra i numerosi fatti avvenuti durante la guerra in Jugoslavia si può citare il massacro di Srebrenica, un genocidio e crimine di guerra, consistito nel massacro di migliaia di musulmani bosniaci nel luglio 1995 da parte delle truppe della Repubblica Serba di Bosnia ed Erzegovina, guidate dal generale Ratko Mladić, nella zona protetta di Srebrenica che si trovava al momento sotto la tutela delle Nazioni Unite.
Compiuto anche con l'appoggio dei gruppi paramilitari guidati da Arkan, è considerato uno dei più sanguinosi genocidi avvenuti in Europa dai tempi della seconda guerra mondiale: secondo fonti ufficiali, le vittime del massacro furono 8.372, sebbene alcune associazioni per gli scomparsi e le famiglie delle vittime affermino che furono oltre 10.000. Nel marzo 2010, grazie al test del DNA, sono state identificate 6.414 vittime, mentre migliaia di altre salme, esumate dalle fosse comuni, attendono ancora di essere identificate.
I terribili fatti avvenuti a Srebrenica in quei giorni sono considerati tra i più orribili e controversi della storia europea recente e diedero una svolta decisiva al successivo andamento della guerra in Jugoslavia. La Corte penale internazionale inserisce questa strage nella strategia di sterminio della popolazione bosniaca musulmana pianificata e perpetrata da parte delle truppe e dai paramilitari serbo-bosniaci.
Altre stragi furono perpetrate dai croati e dai serbi sulle opposte popolazioni civili, per esempio il massacro compiuto dai serbi durante la battaglia di Vukovar, e dai croati verso i serbi nello stroncare i quattro anni di insurrezione dei serbi in Croazia: per i massacri di centinaia di persone e gli esodi forzati di circa 20.000 serbi con radici in Croazia e resi profughi in Dalmazia, il 15 aprile 2011 sono stati condannati dal tribunale de L'Aia due alti ufficiali croati dell'epoca della guerra civile: Ante Gotovina e Mladen Markač.